# Pseudogymnoascus alpinus
Pseudogymnoascus alpinus är en svampart som beskrevs av E. Müll. & Arx 1982. Pseudogymnoascus alpinus ingår i släktet Pseudogymnoascus och familjen Pseudeurotiaceae.   Inga underarter finns listade i Catalogue of Life.